# سرطانيات
سرطانيات (الاسم العلمي: Cancroidea)، فصيلة عليا من السلطعونات، تضم فصيلتي حلقيات لانهائية والسرطانية. فُصلت أربع فصائل أخرى وجُعلت فصائل عليا جديدة: Cheiragonidae إلى Cheiragonoidea، Corystidae إلى Corystoidea، وكل من Pirimelidae و Thiidae إلى Portunoidea. نُقلت Montezumelidae من السرطانيات إلى فصيلتها العليا Montezumelloidea Ossó & Domínguez، 2019 (Zootaxa، 4623 (1): 175–188).